# Rotschulterwürger
Der Rotschulterwürger (Lanius vittatus) ist ein Singvogel aus der Gattung Lanius in der Familie der Würger (Laniidae). Die mittelgroße Würgerart ist vom Südostiran ostwärts über den Großteil Indiens bis etwa an den Unterlauf des Ganges verbreitet. Weiter ostwärts, räumlich durch das Mündungsdelta von Ganges und Brahmaputra getrennt, schließt das Verbreitungsgebiet des Burmawürgers an, der als Schwesterart des Rotschulterwürgers gilt.
Wie viele andere Würgerarten auch, ernährt sich die Art vor allem von Insekten und anderen Wirbellosen. Gelegentlich werden auch Wirbeltiere wie junge Mäuse, Nestlinge und Eidechsen erbeutet. Die meisten Rotschulterwürger verbleiben das ganze Jahr über im Brutgebiet. Nur die nordwestlichsten Populationen sind obligate Zugvögel mit Überwinterungsgebieten an der Makranküste oder im nördlichen Indien. Es werden zwei Unterarten unterschieden, von denen zurzeit keine in einer Gefährdungsstufe der IUCN aufscheint.

## Aussehen

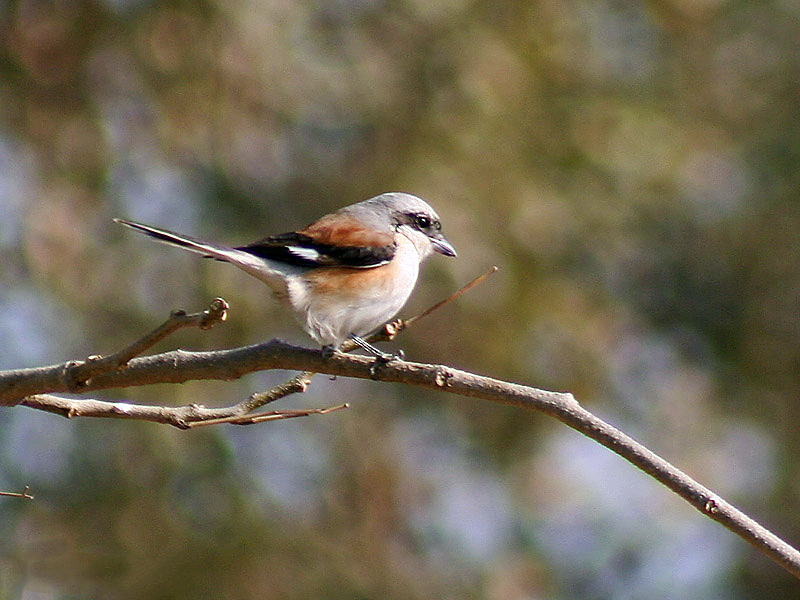
Rotschulterwürger
Wahrscheinlich ein etwas blasser gezeichnetes Weibchen

Der Rotschulterwürger ist mit 19 Zentimetern Körperlänge etwas größer als der bei Männchen ähnliche Neuntöter, er ist jedoch schlanker als dieser und somit mit durchschnittlich 20,8 Gramm wesentlich leichter. Vor allem das Männchen ist mit schwarzen, grauen, rostroten und weißen, im frischen Kleid stark kontrastierenden Gefiederfarben, auffällig gefärbt. Es besteht kein Geschlechtsdimorphismus bezüglich Größe und Gewicht, in Bezug auf Färbung ist er sehr gering. Bei manchen Weibchen ist das schwarze Stirnband etwas schmaler und sie sind insgesamt etwas blasser, weniger kontrastreich gefärbt. Letzteres Merkmal ist besonders bei der Unterart L. v. nargianus zu beobachten.
Die würgertypische schwarze Gesichtsmaske bedeckt die Stirn und verläuft seitlich über Augen und Wangen bis zum Nacken. Der übrige Kopf ist grau, die Kehle weißlich. Manchmal ist die Gesichtsmaske zum Scheitel hin fein weiß gerandet. Die Graufärbung von Nacken und oberem Rücken geht verlaufend in das satte Maronenbraun des Rückens und des Mantels über. Der Bürzel ist weißlich-grau, die mittleren Federn des stark gestuften Schwanzes sind schwarz, die äußeren weiß. Die Schwingen sind schwarz, die Handschwingen im basalen Abschnitt weiß, wodurch beim sitzenden Vogel ein deutlicher weißer Flügelspiegel entsteht und beim fliegenden ein markantes, relativ breites, weißes Flügelfeld. Der Bauch ist cremefarben, seitlich zum Teil leicht orangerötlich behaucht, die Flanken meist intensiver hell braunrötlich gefärbt. Die Unterschwanzdecken sind weiß. Der mächtige Hakenschnabel ist schwarz, ebenso Beine und Zehen.
Juvenile sind graubraun, auf Scheitel und Nacken deutlich dunkel gebändert, auf der Unterseite auf hellerem Grund verwaschen gebändert und geflockt. Die Gesichtsmaske ist unter den Augen als bräunlicher Wangenfleck angedeutet. Bei immaturen Rotschulterwürgern weisen Kopf und Mantel noch das gebänderte Erscheinungsbild juveniler auf, während das übrige Körpergefieder bereits weitgehend dem ausgefärbter Individuen gleicht.
Adulte mausern nach der Brutzeit einmal jährlich das gesamte Gefieder. In den meisten Gebieten ist die Mauser bis Ende August abgeschlossen. Ob dies auch für ziehende Rotschulterwürger gilt, ist nicht bekannt.
Im fast gesamten Verbreitungsgebiet der Art kommt auch der Schachwürger (Lanius schach) vor, mit dem der Rotschulterwürger verwechselt werden kann. Beste Unterscheidungsmerkmale sind der wesentlich längere Schwanz des Schachwürgers und das Fehlen der weißen äußeren Steuerfedern. Im äußersten Osten des Verbreitungsgebietes besteht eine erhebliche Verwechslungsmöglichkeit mit dem Burmawürger. Dieser hat jedoch einen rötlichbraunen Bürzel und eine etwas dunklere Kopffärbung als der Rotschulterwürger.

## Lautäußerungen
Beide Geschlechter sind vor allem in der Vorbrutzeit akustisch auffällig. Der Gesang des Männchens ist ein anhaltendes, eher leises Trällern, Zwitschern und Pfeifen, zum Teil melodisch, oft aber durchsetzt mit harschen, krächzenden, oder nasal klingenden Elementen. In diesen Gesang sind meist Sequenzen von anderen Vogelgesängen eingefügt. Der des Weibchens ist ähnlich, meist sind die Phrasen jedoch kürzer und leiser. Die Rufe sind häherartig kreischend.

## Verbreitung, Lebensraum und Wanderungen

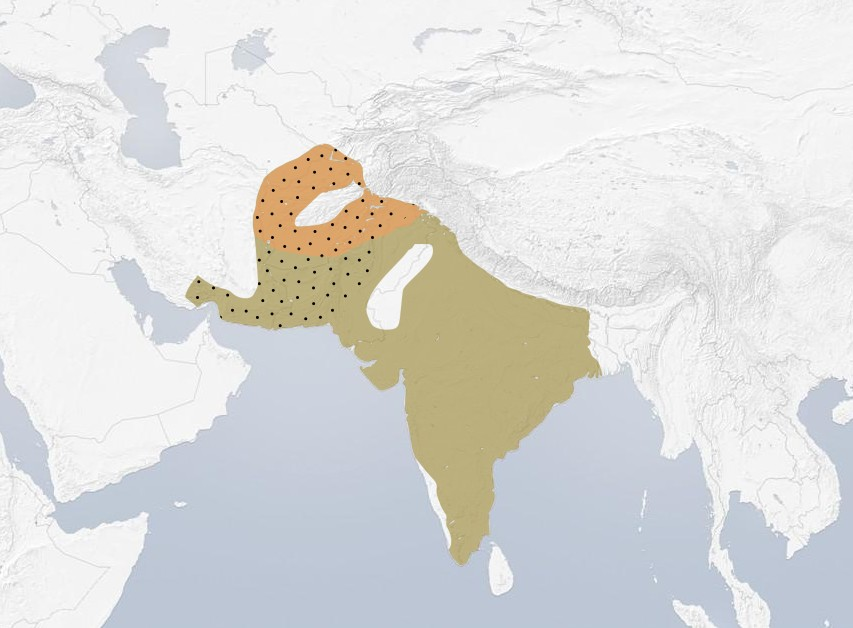
Verbreitung des Rotschulterwürgers
grüngrau: weitgehend Jahresvögel
ocker: mehrheitlich Zugvögel
gepunktet: Verbreitungsgebiet der Unterart Lanius vittatus nargianus

Das Verbreitungsgebiet des Rotschulterwürgers erstreckt sich von der Makranküste im Südosten Irans und ihrem Hinterland über Ost- und Nordostiran, Afghanistan, SO-Turkmenistan, den äußersten Südwesten Tadschikistans, fast ganz Pakistan und Indien (außer Assam) ostwärts bis an die Gangesmündung. Im Nordosten wird die Südabdeckung der Himalajakette in Nepal erreicht. In diesem großen Gebiet ist die Verbreitung stark fragmentiert, vielerorts fehlt die Art völlig oder ist eher selten. Die Schwerpunkte der Vorkommen scheinen im nordwestlichen und zentralen Indien zu liegen, seltener kommt der Rotschulterwürger im Nordosten (Nordpakistan, Turkmenistan) und ganz im Süden (Kerala und südliches Tamil Nadu) vor.
Die Habitatspräferenzen des Rotschulterwürgers scheinen zwischen Halbwüsten, die die im Nordwesten sympatrisch vorkommende Unterart des Südlichen Raubwürgers (Lanius meridionalis lahorta) bevorzugt, und etwas dichter bewaldeten, relativ feuchten Gebieten zu liegen, die von Schachwürger und Tibetwürger (Lanius tephronotus) bevorzugt werden.
In Indien besiedelt der Rotschulterwürger vor allem trockenes Gras-Dornbuschland, durchsetzt mit Akazien und Abschnitten mit sehr dichtem Buschdickicht. Gelegentlich brütet er auch in Baumreihen entlang von Bewässerungskanälen, in Grenzbereichen zu kultiviertem Land und am Rande von Siedlungen, seltener in Parks und in großen Gärten. Im Nordwesten werden eher felsige, mit Pistazienbüschen bestandene Regionen bevorzugt, im Südwesten Ziziphus und Prosopis-Bestände. Vertikal ist die Art von Küstengebieten bis in Höhen von etwa 2000 Metern vertreten. Ziehende Rotschulterwürger wurden in wesentlich größeren Höhen beobachtet.
Die Zugbewegungen sind nicht ausreichend erforscht. Die nördlichsten Populationen sind offenbar obligate Zugvögel, die die Brutgebiete Ende August/Anfang September verlassen und Ende April/Anfang Mai zurückkehren. Sie verbringen den Winter vor allem in Indien. Viele Vögel aus den nördlicheren Bereichen des Iran, Afghanistans und Pakistans ziehen ebenfalls nach Süden, hauptsächlich in die Küstenregionen des Arabischen Meeres. Die Wegzugzeiten sind etwas später und die Vögel kehren früher in ihre Brutgebiete zurück. Ob alle Rotschulterwürger dieser Brutgebiete alljährlich wegziehen, ist nicht bekannt. Rotschulterwürger wurden in den Vereinigten Arabischen Emiraten, in Oman, Saudi-Arabien und in Bhutan beobachtet.

## Nahrung und Nahrungserwerb
Rotschulterwürger ernähren sich und ihre Jungen fast ausschließlich von Insekten, vornehmlich von Käfern und Heuschrecken. Quantitativ weniger bedeutsam sind Schmetterlinge in ihren Entwicklungsstadien, Zweiflügler und Hautflügler wie Bienen und Wespen. Eidechsen, Geckos, Skinke, Mäuse und Nestlinge bilden eine mengenmäßig nicht ins Gewicht fallende Gelegenheits-Beikost.
Die Art jagt in typischer Würgermanier von einem etwa 2–2,5 Meter hoch liegenden Ansitz aus. Von diesem aus wird ein Bodenbereich von etwa 10 Metern im Radius oder Halbkreis observiert. Wird ein Beutetier entdeckt, lässt sich der Würger fallen und schlägt es am Boden. Fliehende Beutetiere werden, wenn überhaupt, nur kurz verfolgt. Wie viele andere Würgerarten legt auch der Rotschulterwürger Nahrungsdepots durch Aufspießen oder Einklemmen von Beutetieren an.

## Verhalten
Der Rotschulterwürger ist wie alle anderen Würgerarten tagaktiv. Panov bezeichnet ihn als ruhigen, ausgeglichenen Vogel, der oft stundenlang auf einem Ansitz nach Beutetieren Ausschau hält. Artgenossen werden nicht im Territorium geduldet, und auch andere Würger vertreibt der Rotschulterwürger nach Möglichkeit aus seinem Revier. Der kürzeste Abstand zwischen zwei beflogenen Nestern betrug 150 Meter in suboptimalen Habitaten und etwa 50 Meter in günstigeren Brutgebieten. Vor Feinden flieht diese Würgerart entweder in dichtes Buschwerk oder warnt mit lauten Rufen, insbesondere vor Schlangen oder kleinen Eulen, wie etwa dem Steinkauz. Vor Menschen zeigt sie sich auffallend zahm und lässt sie nahe herankommen. Die Balzrituale bestehen aus langen Rufreihen von exponierten Warten, Zeigen von Spießplätzen und potentiellen Neststandorten, sowie auffälligen Schauflügen über dem Territorium. Wichtigste Posen bei Annäherung eines Weibchens sind das steil aufgerichtete Sitzen mit vom Weibchen abgewendetem Schnabel, tiefe, regelmäßige Verbeugungen (Nickbalz), sowie die, auch als Drohgeste eingesetzte Buckelposition. Im Gegensatz zu anderen, kleineren Würgerarten, sind auch weibliche Rotschulterwürger während der Balzzeit sehr aktiv und auffällig.

## Brutbiologie
Rotschulterwürger führen eine weitgehend monogame Saisonpartnerschaft. Über Wiederverpaarungen letztjähriger Brutpartner sowie über Fortdauer der Paarbindung über die Brutsaison hinaus, liegen keine Erkenntnisse vor.
Die Brutzeiten schwanken entsprechend dem sich über ausgedehnte Nord-Süddistanzen erstreckenden Verbreitungsgebiet: In Turkmenistan brütet die Art zwischen Mai und Juli, in Pakistan zwischen März und August, in Nordwestindien von April bis Juli und im Süden des Subkontinents zwischen Februar und April. In den nördlichsten Brutregionen findet gewöhnlich nur eine Brut statt, nur bei sehr frühem Brutbeginn oder frühem Gelegeverlust kommt es zu einer Zweitbrut. Im übrigen Verbreitungsgebiet sind zwei Jahresbruten die Regel, gelegentlich wurden auch drei Jahresbruten festgestellt. Das Nest ist ein kleiner, sehr kompakt aus Grashalmen, Stängeln, Rispen und kleinen Zweigchen verwobener Napf, innen mit Tier- und Pflanzenwolle, sowie mit Federn ausgelegt und außen oft mit Materialien aus der Nestumgebung getarnt und mit Flechten verkleidet. Der Außendurchmesser liegt im Mittel bei 10-, der Innendurchmesser bei 6 Zentimetern; die Napftiefe beträgt etwa 4 Zentimeter. Als Nestträger kommen eine Reihe niedriger Bäume oder Sträucher in Frage, im Nordosten des Verbreitungsgebietes sind es fast ausschließlich Pistazienbüsche, sonst werden häufig dornige Akazien oder Ziziphusbäume gewählt. Die Nesthöhen variieren zwischen 0,9 und 10 Metern, liegen jedoch meist in Höhen zwischen 1,5 und 4 Metern. Das Nest wird von beiden Partnern in etwa 5–8 Tagen errichtet; bei Gelegeverlust wird ein neues Nest, oft unter Mitverwendung von Materialien des alten, gebaut.
Das Gelege besteht aus 3–5 (meist 4) farblich recht variablen Eiern mit der durchschnittlichen Größe von 20,8 × 15,7 Millimetern. Auf schmutzigweißem, grünlichweißem, gelegentlich auch leicht rosafarbenem Grund weisen sie vor allem am stumpfen Ende braune, graue, manchmal auch purpurne Tupfen und Flecken auf. Sie werden im Tagesabstand gelegt und ab dem vorletzten Ei fest bebrütet. Es brütet fast ausschließlich das Weibchen, nur für ganz kurze Perioden – vor allem vor Sonnenaufgang und nach Sonnenuntergang – wird es vom Männchen abgelöst. Die Jungen schlüpfen nach etwa 14 Tagen innerhalb weniger Stunden. Während der ebenfalls um die zwei Wochen dauernden Nestlingszeit beschafft das Männchen zum Großteil die Nahrung für die Jungen und zum Teil auch für das Weibchen. Bei den häufig vorkommenden Zweitbruten versorgt das Männchen allein die zuerst kaum flugfähigen Jungen bis zu deren vollständigen Selbstständigkeit nach weiteren 8–10 Tagen, und assistiert dem Weibchen beim Bau des neuen Nestes. Die Jungen verlassen im Alter von etwa 25 Tagen das Elternrevier.

## Systematik
Die genaue verwandtschaftliche Stellung des Rotschulterwürgers innerhalb der Gattung Lanius ist noch nicht ausreichend geklärt. Als wahrscheinlich gilt, dass der Burmawürger eine Schwesterart darstellt. Ob die beiden Arten in die Nähe des Lanius collurio – Lanius phoenicuroides − Lanius isabellinus – Lanius cristatus – Lanius tigrinus– Artenkreises zu stellen sind, ist trotz mancher Ähnlichkeiten auf Grund wesentlicher Unterschiede in Bezug auf Gesang und Verhalten fraglich. Zurzeit werden zwei gut differenzierte Unterarten unterschieden:
- Lanius vittatus vittatus Valenciennes, 1826 : Zentraler und südlicher Teil des Verbreitungsgebietes. Mehrheitlich Standvogel, Kurzstrecken- oder Teilzieher. Satte Färbung, breites Stirnband.
- Lanius vittatus nargianus Vaurie, 1955 : Südostturkmenistan, Südostiran, Afghanistan und Pakistan; nach Südwesten bis in das indische Punjab. Mehrheitlich Zugvögel. Wesentlich blasser gefärbt, schmales Stirnband.

## Bestand und Gefährdung
Es liegen keine quantitativen Daten vor, doch scheint die Art bei sehr unterschiedlichen Siedlungsdichten zumindest regional häufig zu sein. Die größten Siedlungsdichten mit 25 – 30 Brutpaaren/km² wurden in Nordindien festgestellt, in Südturkmenistan beträgt sie in guten Habitaten etwa 12 – 14 Brutpaare, meist aber bedeutend weniger. Die Art wird von der IUCN als ungefährdet (LC = least concern) eingestuft.